# Лавов купол
Лавовият купол (вулканичен купол, лавово кубе, вулканично кубе) представлява вулканично образувание подобно на хълм, образувано от гъста, лепкава, бавно бликаща лава на върха на отдушника на един вулкан. Формированието се отнася към типа на съгласните интрузии, т.е. не пресича пластовете на скалите, в които се вмества. Може да се развие както в кратера на върха, така и по склоновете на вулкана, далеч от кратера. Среща се във вулканичните региони по целия свят.

## Формиране
Лавовите куполи могат да се образува на всякакви места, свързани с вулканична дейност. Те често се срещат в рамките на кратерите на големи съставни вулкани, но не са ограничени до този тип обекти. Нерядко се появяват и по фланговете на вулканите. Могат да бъдат напълно изолирани от други вулканични функции или да се появят във верига. Всъщност единственият фактор, определящ къде точно ще се формира купол, е магменият канал, по който се издига лавата.
Често, поради нелинейната си динамика, лавовите куполи се развиват непредсказуемо и това развитие преминава през няколко етапа – растеж, колапс, втвърдяване и ерозия. Могат да се образуват при единични, отделни събития или като съчетание от серия избликвания, които ги надграждат, разстилайки се един върху друг. Те могат да нарастват както при върха на купола, така и при основата му. Зависи от това дали лавата се излива от фрактури на повърхността, или навдига предишния материал от долу нагоре. По начина си на формиране лавовите куполи се делят на два вида:

### Ендогенни куполи
Ендогенните куполи се формират в случаите, когато лава с висок вискозитет се излива сравнително бавно от гърлото на вулкана. Образуват се чрез активното издигане на силно вискозната лава, най-често кисела или алкална по състав, около магмопроводящите канали от централен тип. Движението ѝ се предизвиква от натиска на постъпващия отдолу трудноподвижен материал. Така куполът възниква от непрекъснатата добавка на нови порции движеща се нагоре лава. Поради голямата си гъстота лавата не може да потече надолу по склоновете, натрупва се около отдушника, застива сравнително бързо и образува запушалка над вулканичния канал. Първоначалното малко количество изичаща лава постепенно се избутва нагоре от нови потоци, прииждащи по канала. По този начин запушалката се изтиква и издува лежащите над нея пепелни и туфови отлагания.
Фрактурите, които понякога се появяват във втвърдената вече повърхност, могат да позволят на малки потоци лава допълнително да се разлеят върху фланговете или около основата на купола, но в по-голямата си част растежът представлява просто едно бавно издуване. При този процес куполът увеличава обема си и се разширява, външната му обвивка се разпуква и от пукнатините лавата може да изтече като дебели потоци. С нарастването на купола отворът, непосредствено под него, бавно се уширява и там започват да попадат застинали вече скални късове. По този начин около основата му се събира купчина ъгловати парчета, брекчи. Ако раздробяването на черупката на купола продължи, може да се образува купчина отломки, които почти погребват твърдата му част.
Размерите на ендогенните куполи са от няколко метра до няколкостотин метра в диаметър. Един от най-известните куполи Ласен пик в Северна Калифорния има диаметър при основата си повече от 1600 m и височина 600 m. Най-младите куполи в националния парк Ласен, разположени на север от върха, представляват поредица от зрелищни вулканични образувания. Ендогенните куполи могат да формират много високи вулканични игли, които са с относително малко напречно сечение.

### Екзогенни куполи
Понякога лавовите куполи се създават от повтарящи се кратки изблици на потоци високовискозна лава от върха. Образуват се от натрупването на последователни порции от тази лава, пробила пътя си от отверстие, разположено близо до сводовата част. Те се натрупват един върху друг, а около централния обем на купола и по близката му повърхност се образуват брекчии от разпукването на затвърдялата периферия под напора на още течна лава от вътрешността. По време на растежа външната повърхност на купола се охлажда и втвърдява. Под натиска на прииждащата отдолу лава тя се разбива и от получените фрактури се разливат нови количества лава.

## Форма и размери
Формата и размерите на лавовите куполи варират значително, но едно от характерните им качества е това, че обикновено са стръмни и дебели. Дебелината се движи в границите от няколко метра до близо един километър височина. Диаметърът и дължината на тези куполи може да варира от няколко метра до много километри.
Вулканичните куполи могат да приемат различни форми, включително кръгла, с плосък връх, кръгово завъртяна, буталовидна, а понякога може да има и форма, хибридна между лавов поток и лавов купол. Формата на купола е функция от много фактори, включително силата и вискозитета на лавата, наклона на склона и други.
Лавовите куполи са стръмни, често кръгли в план, заоблени или плоски отгоре. Повърхността им често е груба, със стърчащи ъгловати скални парчета, които се натрупват в резултат на фрагментацията при охлаждането на външната кора по време на растежа им. Някои от тях образуват скалиста, „бодлива“ повърхност върху вулканичния отдушник, докато други формират къси, стръмни лавови потоци. Вулканични куполи обикновено възникват в рамките на кратера и по фланговете на големи композитни вулкани.
Продължителността от време, необходимо за образуването на лавов купол също силно варира. Някои от тях растат в рамките на няколко часа или дни, докато на други може да отнеме години, понякога и над век, за да достигнат пълния си размер.

## Състав
Лавата, която формира куполите е с висок вискозитет и може да съдържа много широка гама от скали – от базалт до риолит. Този висок вискозитет може да се получи по два начина – или с високи нива на силициев диоксид в магмата, или от дегазирането ѝ. Тя може да съдържа достатъчно газове под налягане, които евентуално да предизвикат експлозия по време на формирането на самия купол. Може да бъде и бедна на газове, а в комбинация с неголямо налягане, лавата се излива бавно по повърхността на купола, или запълва основата му.
Вулканичните куполи обикновено се образуват от лавови потоци, съставени от андезит, риолит или дацит, които са склонни да се движат бавно, да нарастват в дебелина и да се придвижват само на къси разстояния от отдушника, преди да застинат. Между 1980 и 1986 г., вулканичният купол от дацит на връх Света Елена в САЩ е нараснал с около 300 m във височина и 1100 метра в диаметър.

## Елементи
Лавовите куполи се характеризират с голямо разнообразие от текстури, зависещи в най-голяма степен от състава на лавата и от способността на купола да се деформира и тече.
- Скални блокове – Често привидно изглеждат просто като купчина насипани, остри блокове, разделени от големи пукнатини и пространства между тях. В действителност, поради състава си, лавата, която ги формира, има тенденция да се охлажда в големи блокове, вариращи по размер от по-малко от един сантиметър до над пет метра. И въпреки че те могат да изглеждат случайно разпилени, тяхното разпределение отразява динамиката на изригванията. Често тези блокове са твърде нестабилни и образуват сипеи по фланговете на купола. Такъв е случаят например с изолирания купол Chillahuita в Андите.[1]
- Експлозивни ями – В периферните части на вулканичния купол често се срещат експлозивни ями, свързани с първичния отдушник. Те могат да достигат много метри в дълбочина и да нарушават повърхността на купола. Формирането им се отдава на високото съдържание на вода и освобождаването на парата под повърхността на купола.[1]
- Хребети – По-често се срещат при лавовите потоци и понякота приличат на застинал поток от типа пахоехое от базалтова лава. Такива ръбове, или хребети, се наблюдават и при някои лавови куполи, а височината им може да достигне до 30 метра. Образуват се под въздействието на сили на налягане, успоредни на потока лава. Формират се в случая, когато външната повърхност на потока има вискозитет, по-висок от този на вътрешността и лавата е достатъчно еластична. Дължината и височината на тези форми зависят до голяма степен от състава на лавата.[1]
- Гънки – Това са видими гънки, които се получават, когато лавата се разпространява странично, като външната част на потока се охлажда по-бързо, а вътрешната все още е пластична. По-големи гънки често се формират при няколко последователни епизода на охлаждане и последващо фрагментиране.[1]

## Видове
Лавовите куполи могат да бъдат групирани по видове на базата на тяхната големина, форма, структура и типа вулканична ерупция. Следната класификация е направена от S. Blake през 1999 година и е основана предимно на морфологичните характеристики, които са определени директно от физичните свойства на материалите, формиращи куполите.

### Нисколавов (типCerro La Torta)
Носи името си от едноименния купол на вулканичния комплекс Cerros de Tocorpuri между Боливия и Чили. Този тип вулканични куполи най-често се среща в Андите. Появяват се предимно на равнинен терен, където лавата се излива навън, но почти не се разтича. Обикновено са плоски отгоре и с почти кръгло сечение. Дебелината и диаметърът им могат да варират значително – от няколко метра до почти километър в дебелина и от по няколко километра в диаметър. Тези куполи нарастват благодарение на вътрешни процеси, при които лавата запълва центъра на купола в близост до отвора и избутва навън големи по обем слоеве, образувайки луковидна вътрешна структура.

### Пелейски
Кръстен е на емблематичния лавов купол на вулкана Мон Пеле в Мартиника, образуван през 1902 година, който по-късно се срутва. Тези куполи най-често са едностранно стръмни, в план обикновено са кръгли, подобни са на нисколавовите, но върховете им не са плоски. Горната им повърхност е сравнително гладка, прекъсвана от високи, назъбени, вертикални структури и често са обхванати от сипеи от всички страни. Откриват се най-често, свързани с по-големи съставни вулкани.

### Хибриден
Това са лавови куполи, хибриди между лавов купол и лавов поток. Формират се, когато много гъста и лепкава лава потича бавно надолу по стръмен склон, изхвърляйки по пътя си искри и горещи капки. В най-добрия случай тя може да премине не повече от няколко километра, макар че някои от по-дългите успяват да пропътуват над 10 километра. Основна тяхна черта е образуването на големи хребети, които често са наблюдавани върху външната повърхност на потока. Куполът Chao, разположен в Андите, е отличен пример за такова хибридно образувание. Формиран е на много стръмен склон, който е позволил на лавата да тече в продължение на почти 14 km по низходяща линия, а височината на предния му фронт е над 700 метра.

### Повдигнат
Това е рядък и интересен вид лавов купол. Образува се от лава с много по-висока граница на провлачване от тези, които образуват другите видове куполи. Тази особено гъста лава се издига нагоре като бутало. Движи се като пресова всичко по пътя си, понякога изтиква нагоре седиментни скали и формира по-високи вулканични куполи.

## Опасности
Преките ефекти от издигането на вулканичните куполи включват затрупване или разкъсване на съществуващата земна повърхност от самия купол и посипването на прилежащите територии с горещи скални отломки. Поради високата температура на купола може да бъдат предизвикани пожари, ако той се появява в залесен район. Страните на повечето куполи са много стръмни и обикновено са покрити с нестабилно разположени скални отломки, образувани по време на застиването на купола, или малко след това. Куполите се издигат достатъчно бавно и лесно могат да бъдат избегнати от хората, но могат да застрашат неподвижните структури.
Основната опасност, свързана с растежа на вулканичните куполи, са пирокластичните потоци, произведени от експлозии или сривове. Те могат да се появят без предупреждение по време на активния растеж на купола, могат да се движат много бързо и да застрашат живота и имуществото на разстояние до 20 километра от техните източници. Такива пирокластични потоци също могат да предизвикат образуване на лахари. Лахарите са каменно-кални потоци, съставени от смес от пирокластични материали, скалисти отломки и вода. Стичат се обикновено по протежение на речни долини, текат със скорост от десетки метри в секунда, предизвикват сериозни разрушения по пътя си и не могат да бъдат избегнати.
Когато лавовият купол расте бързо, той става нестабилен и може да се срине, изхвърляйки големи и смъртоносни пирокластични потоци. В действителност точно този вид потоци, образувани вследствие срив на купола, са отговорни за много от най-големите вулканични бедствия в историята. Такава катастрофа е унищожаването през 1902 година на град Сен Пиер на остров Мартиника, известен като „Париж на Карибите“. На 8 май 1902 г. големият и бързо нарастващ лавов купол на планината Мон Пеле се срива и образува голям пирокластичен поток, който достига до града, унищожавайки всичко в него и убивайки всички, като успяват да се спасят само двама души.